# ガイウス・パピリウス・カルボ
ガイウス・パピリウス・カルボ（ラテン語: Gaius Papirius Carbo、生没年不詳）は、紀元前2世紀後期の共和政ローマの政治家。紀元前120年に執政官（コンスル）を務めた。弁論家として名を成し、グラックス兄弟側に立って活動したが、最後は彼らを裏切ったとみなされ訴追された。

## 出自
パピリウス氏族にはパトリキ（貴族）系もあり、古くから執政官を出してきたが、カルボはプレブス（平民）系パピリウス氏族の出身である。コグノーメン（家族）のカルボが最初に確認できるのは、紀元前168年のプラエトル（法務官）ガイウス・パピリウス・カルボである。このカルボには、ガイウス、グナエウスおよびマルクスの3人の息子がいた。
この法務官ガイウスが本記事のカルボの父または祖父の可能性があるが、48年という間隔は、親子とすれば長すぎ、祖父と孫とすれば短すぎると考える研究者もある。

## 経歴
キケロはカルボがティベリウス・センプロニウス・グラックス（グラックス兄）とほぼ同い年としているが、グラックス兄は紀元前163年または紀元前162年の生まれである。この記述から、歴史家F. ミュンツァーはカルボの生誕年を紀元前162年頃と推定した。カルボは特別な教育を受けたわけではないが、若い頃から弁論家としての才能を見せていた。その頃ローマでは多くの特別委員会が設立され、また民会での無記名投票が認められたこともあり、裁判の数が急増していた。このような状況の中で、カルボは当時の最高の弁護人となり、キケロによれば、「フォルムに君臨した」。
カルボの政治活動は紀元前130年代後半から始まった。彼は、紀元前133年に農耕改革の実施に着手したグラックス兄の支持者の一人であった。グラックスは紀元前133年末に暴徒に殺害されるが、貧しい市民に国有地を分配するための委員会は活動を続け、「改革派」と「保守派」の争いは続いた。カルボは紀元前132年末の選挙に出馬して当選し、紀元前131年の護民官に就任した。ウァレリウス・マクシムスによれば、カルボはその権限をもって「復讐者」のようにふるまっていた。ヌマンティア戦争に勝利したプブリウス･コルネリウス・スキピオ・アエミリアヌスがローマに戻ってきたのはこの頃であった。スキピオはローマで最も人気があり、また影響力がある政治家であったが、ヒスパニア滞在中にグラックス殺害に対する支持を表明していた。カルボは民会でスキピオに対し、グラックス殺害をどう思っているかを質問し、回答を求めた。スキピオは「もしグラックスが国家を掌握しようとしていたならば、彼の殺害は正当である」と答えた。現代の研究者は、この質問の目的は「民衆とその英雄であるスキピオとの間に楔を打ち込むこと」であり、その目的は部分的には達成されていたと考えている。しかし、ガイウス・センプロニウス・グラックス（グラックス弟）の支援を受けたカルボが、護民官の再選を認める法案を提出すると、スキピオはこれに反対し、彼の意見が優勢となった。
紀元前130年、カルボは農地法委員会の一員となった。紀元前129年、スキピオが急死すると、暗殺されたという噂がローマ中に広まった。関与が疑われたのはマルクス・フルウィウス・フラックス、 グラックス弟、スキピオの妻および義母、それにカルボであったが、公式な調査は行われなかった。その後の9年間、カルボに関する記録はない。しかしウィッリウス法の規定により、遅くとも紀元前123年には法務官を務めたはずである。紀元前123年はグラックス弟が最初に護民官に就任した年であるが、それより以前にカルボが法務官に就任した可能性も十分にある。
ある時点で、カルボは政治的立場を変え、「改革派」から元老院の側に移った。紀元前121年の初め、グラックス弟と執政官ルキウス・オピミウスとの戦闘前夜に起こったとの説がある。グラックス弟の死後、カルボはコロニア・ユノニア（カルタゴの故地に建設された植民都市）の建設責任者となった。ユノニアの建設は、グラックス弟が発案したものであった。この年末の執政官選挙でカルボは当選するが、歴史家F. ミュンツァーは、グラックス派から転じていなければこれは不可能であったと指摘している。
何れにせよ、紀元前120年にカルボはプレブス系パピリウス氏族として（またカルボ家としても）最初の執政官に就任する。同僚執政官はプブリウス・マニリウスであったが、彼に関しては全く情報がない。執政官に就任して直ぐに、カルボは前年の執政官オピミウスの裁判の弁護人を務めた。これは護民官プブリウス・デキウスが、オピミウスを「正式な裁判無くローマ市民を処刑した」として告訴したものであった。カルボはオピミウスによるグラックスとフラックスの殺害が「合法的かつ祖国のために行われた」ことを証明しようとし、結果オピミウスは無罪となった。
カルボの弁護演説は、彼の弁論家としてのキャリアの中で最高のものの一つとなった。しかし、彼がかつては友人であり政治的同盟者であった人々に対する残酷な報復を正当化したという事実は、ローマ中の人々を彼に敵対させた。キケロによれば、カルボは「その立場の変更のために民衆の信頼を失った」。翌紀元前119年、カルボは21歳のルキウス・リキニウス・クラッススに告訴された。訴追の本質は不明だが、クラッススは演説の中で、カルボが護民官の再選を正当化しようとしたこと、スキピオ・アエミリアヌスの死に対して彼の関与が噂されたことに触れた。さらには反逆者としての非難が加わった。カルボは有罪となり追放が宣告されたが、亡命よりも死を選び、カンタリジンを飲んで自殺した。

## 子孫
カルボにはガイウス・パピリウス・カルボ・アルウィナという息子がいた。アルウィナは父を有罪としたクラッススの終生の敵となり、クラッススの行いを監視し、父の仇を打つために裁判にかけることに人生をかけた。

## 知的活動
キケロは『ブルトゥス』の中で、カルボの卓越した弁論の才能について語り、「弁論の才能と同様に、政治の分野でも慎重さを示せば、偉大な政治家になれる」と付け加えている。彼はカルボを、「高らかな声、柔軟な言葉、そして苛烈なスタイルを持つ弁論家であり、力強さと並外れた愉快さとウィットを兼ね備えていた」と評している。カルボは「非常に勤勉で、演習や分析に多くの注意を払っていた」。カルボが参考にしたのは、傑出した雄弁家であったセルウィウス・スルピキウス・ガルバとマルクス・アエミリウス・レピドゥス・ポルキナが挙げられる。このすべてのおかげで、カルボは彼の時代の最高の弁論家になった。
残念ながら、カルボの弁論の原稿は現存していない。政治的に重要な演説のうち、キケロが言及しているのは、オピミウスを弁護した一件だけである。ただし、キケロがこの演説のテキストに精通していたのか、あるいは誰かの要約を参照にしたのかは明らかではない。

## 参考資料

### 古代の資料
- ウァレリウス・マクシムス『有名言行録』
- ウェッレイウス・パテルクルス『ローマ世界の歴史』
- ティトゥス・リウィウス『ローマ建国史』
- マルクス・トゥッリウス・キケロ『ブルトゥス』
- マルクス・トゥッリウス・キケロ『アッティクス宛書簡集』
- マルクス・トゥッリウス・キケロ『ピリッピカ』
- マルクス・トゥッリウス・キケロ『弁論家について』

### 研究書
- Trukhina N. Politics and Politics of the "Golden Age" of the Roman Republic. - M .: Publishing house of Moscow State University, 1986 .-- 184 p.
- Broughton R. Magistrates of the Roman Republic. - New York, 1951. - Vol. I. - P. 600.
- Münzer F. Papirii Carbones // Paulys Realencyclopädie der classischen Altertumswissenschaft . - 1949. - Bd. XVIII, 3. - Kol. 1014.
- Münzer F. Papirius 33 // Paulys Realencyclopädie der classischen Altertumswissenschaft . - 1949. - Bd. XVIII, 3. - Kol. 1016-1020.
- Sumner G. Orators in Cicero's Brutus: prosopography and chronology. - Toronto: University of Toronto Press, 1973 .-- 197 p. - ISBN 9780802052810 .